# ماده (جنس)

نماد الهه رومی ونوس برای نشان دادن جنسیت زن در زیست‌شناسی استفاده می‌شود.

ماده (نماد: ♀) (به انگلیسی: Female) یا گاهی مؤنث، جنس یک سازواره (موجود زنده) است که سلول جنسی تخمک را می‌سازد. این سلول در طی تولید مثل جنسی با اسپرم نر ترکیب می‌شود.

## ریشه‌شناسی
واژهٔ عربی مُؤَنَّث از ریشه ئَنَث گرفته شده (به معنای زن کردن، مادینه ساختن، ادای زنانه درآوردن، مادینگی)
واژه فارسی ماده از پارسی میانی ، پهلوی mâdag و در بلوچی مادگ آمده که خود از mâd گرفته شده (به معنای مادر، زن) و هم‌ریشه است با هندی mādā (به معنای انسان ماده یا حیوان ماده) از انگلیسی mother آلمانی mutter فرانسه‌ای mère و پروهندواروپایی *mater- همگی به معنای کلی مادر.

## جانوران
همنوع‌خواری جنسی نوعی از هم‌نوع‌خواری است که در آن جنس مؤنث جنس مذکر هم نوع خود را قبل یا هنگام یا بعد از آمیزش جنسی می‌کُشد و می‌خورد.

### زیبایی
در برخی از موارد زیبایی در حیوانات ماده دیده نمی‌شود اما در نرها پیدا می‌شود. طاووس‌های نر به پرهای زیبا نسبت به طاووس‌های ماده، شهرت دارند.